# Laurentius von Rom

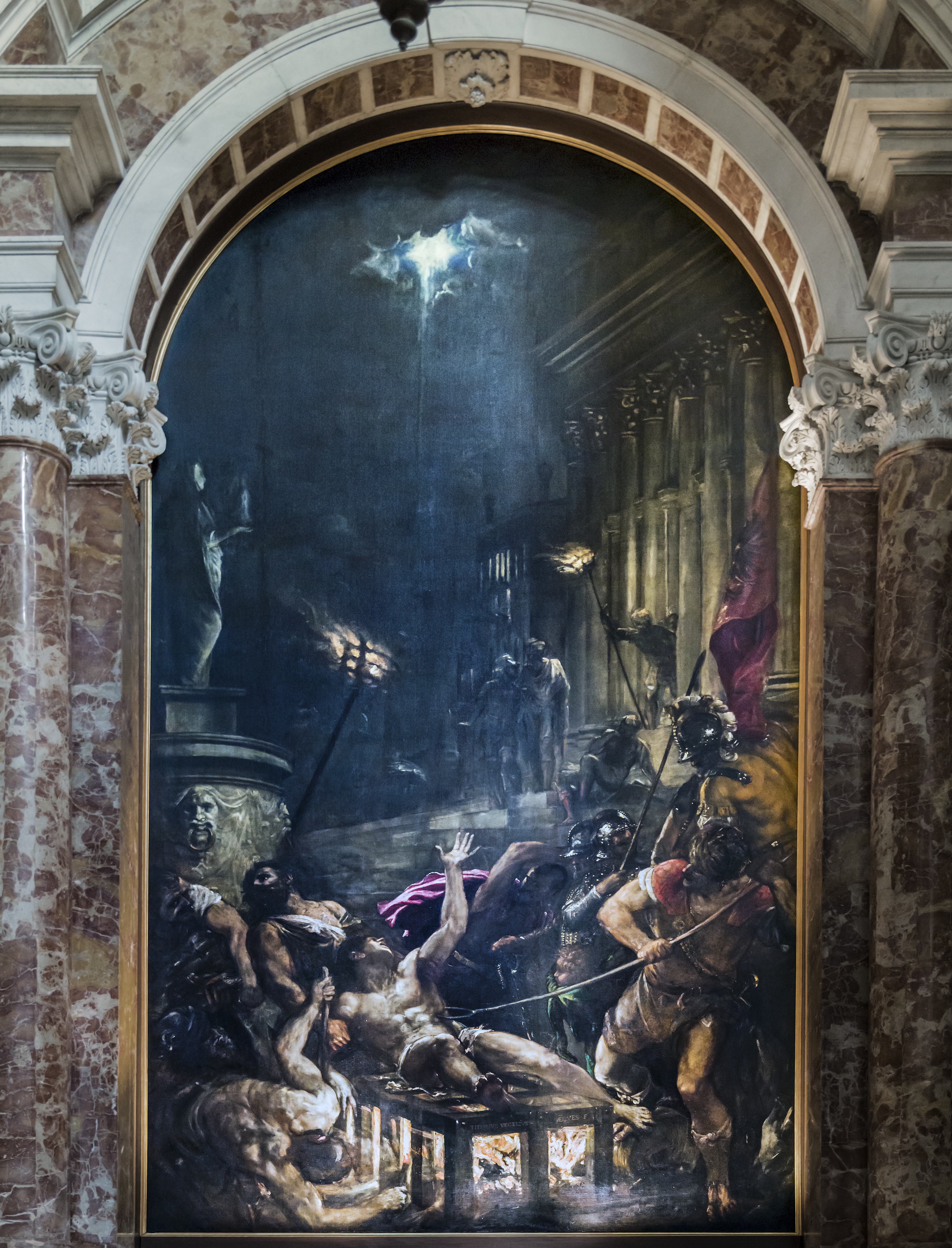
Tizian, um 1550: Martyrium des heiligen Laurentius

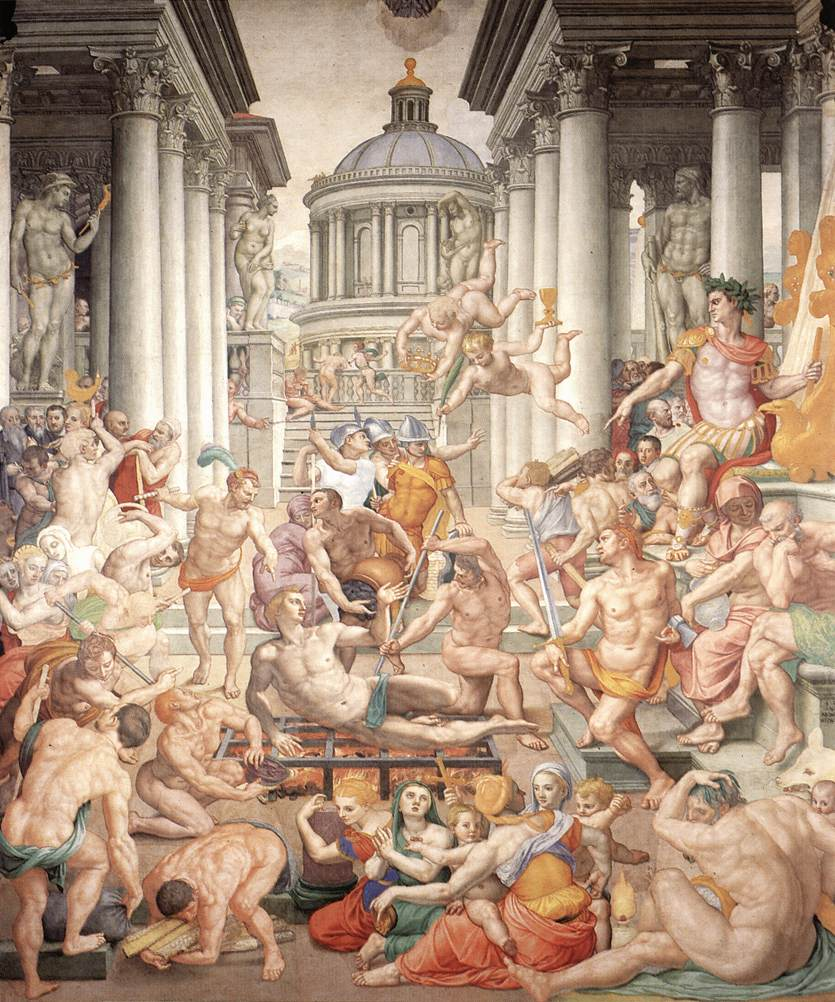
Agnolo Bronzino: Das Martyrium des hl. Laurentius, 1569, Basilica di San Lorenzo, Florenz

Laurentius von Rom (* eventuell in Osca (Hispanien) oder Laurentum (Italien); † 10. August 258 in Rom) war ein römischer Diakon zur Zeit des Papstes Sixtus II. und starb als Märtyrer. Er wird in mehreren Konfessionen als Heiliger verehrt. Sein Fest bzw. Gedenktag in der römisch-katholischen, der orthodoxen, der anglikanischen und der evangelischen Kirche ist der 10. August, in der armenischen apostolischen Kirche der 11. August. Der Heilige gilt als der bekannteste Träger des Namens Laurentius.

## Leben

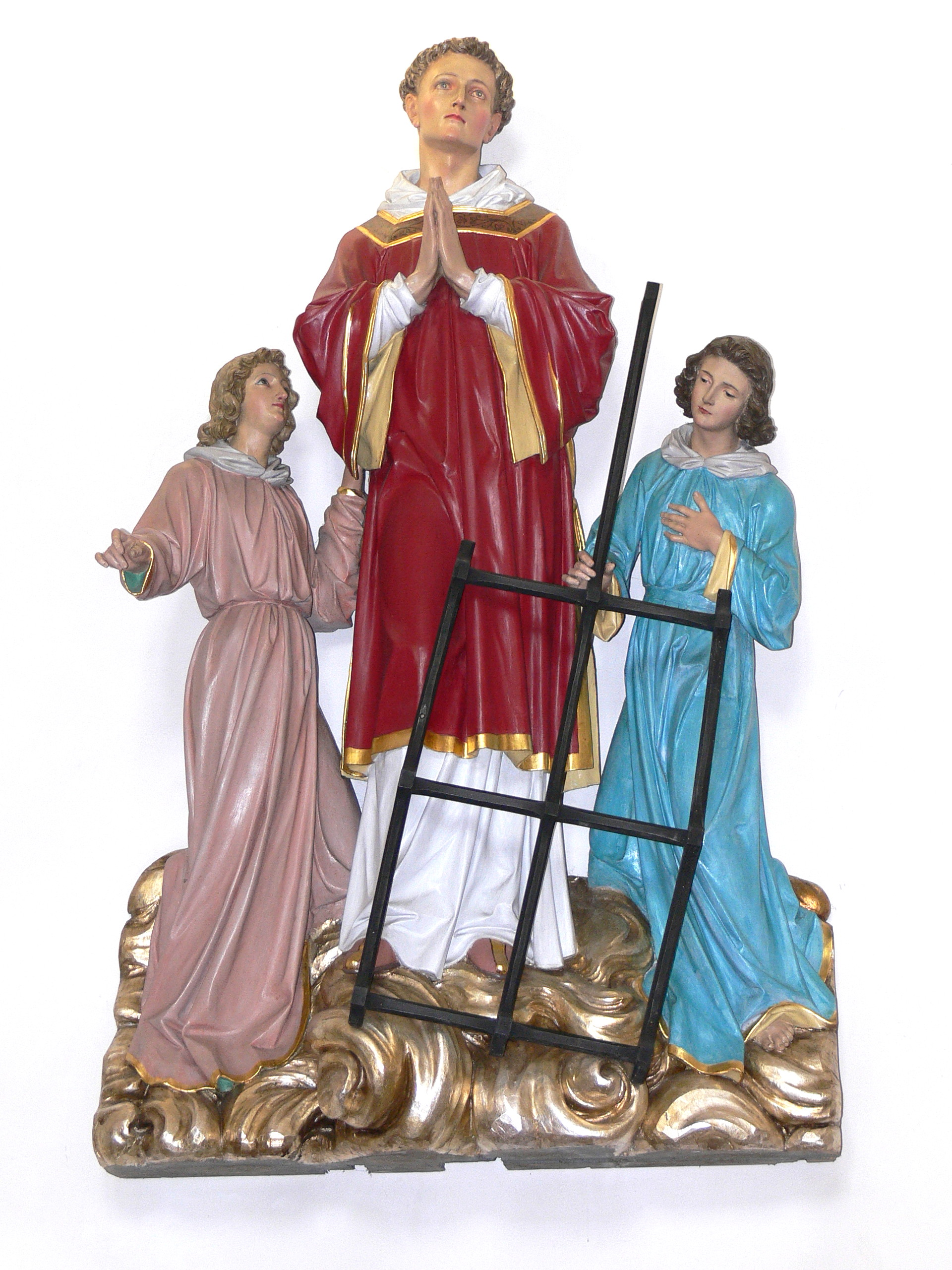
Statue des hl. Laurentius in Arnreit, Oberösterreich

Da der Name am wahrscheinlichsten Der Mann aus Laurentum bedeutet, könnte Laurentius tatsächlich aus der Stadt Laurentum südwestlich von Rom gestammt haben. Der Überlieferung zufolge war er als Archidiakon von Rom für die Verwaltung des örtlichen Kirchenvermögens und seine Verwendung zu sozialen Zwecken zuständig. Nachdem der römische Kaiser Valerian Papst Sixtus II. hatte enthaupten lassen, wurde Laurentius ausgepeitscht und aufgefordert, den Kirchenschatz innerhalb von drei Tagen herauszugeben. Daraufhin verteilte Laurentius diesen an die Mitglieder der Gemeinde, versammelte eine Schar von Armen und Kranken, Verkrüppelten, Blinden, Leprösen, Witwen und Waisen und präsentierte sie als „den wahren Schatz der Kirche“ dem Kaiser. Der Hauptmann, vor dem Laurentius erschienen war, ließ ihn deswegen mehrfach foltern und dann auf einem glühenden Eisenrost hinrichten. Aus diesem Grund wird der Märtyrer mit dem Rost als Attribut dargestellt. Einigen Überlieferungen zufolge soll er beim Erleiden des Martyriums fröhlich gescherzt haben. Seine letzten Worte soll er an den Kaiser gerichtet haben: „Du armer Mensch, mir ist dieses Feuer eine Kühle, dir aber bringt es ewige Pein.“

## Darstellung in der Kunst

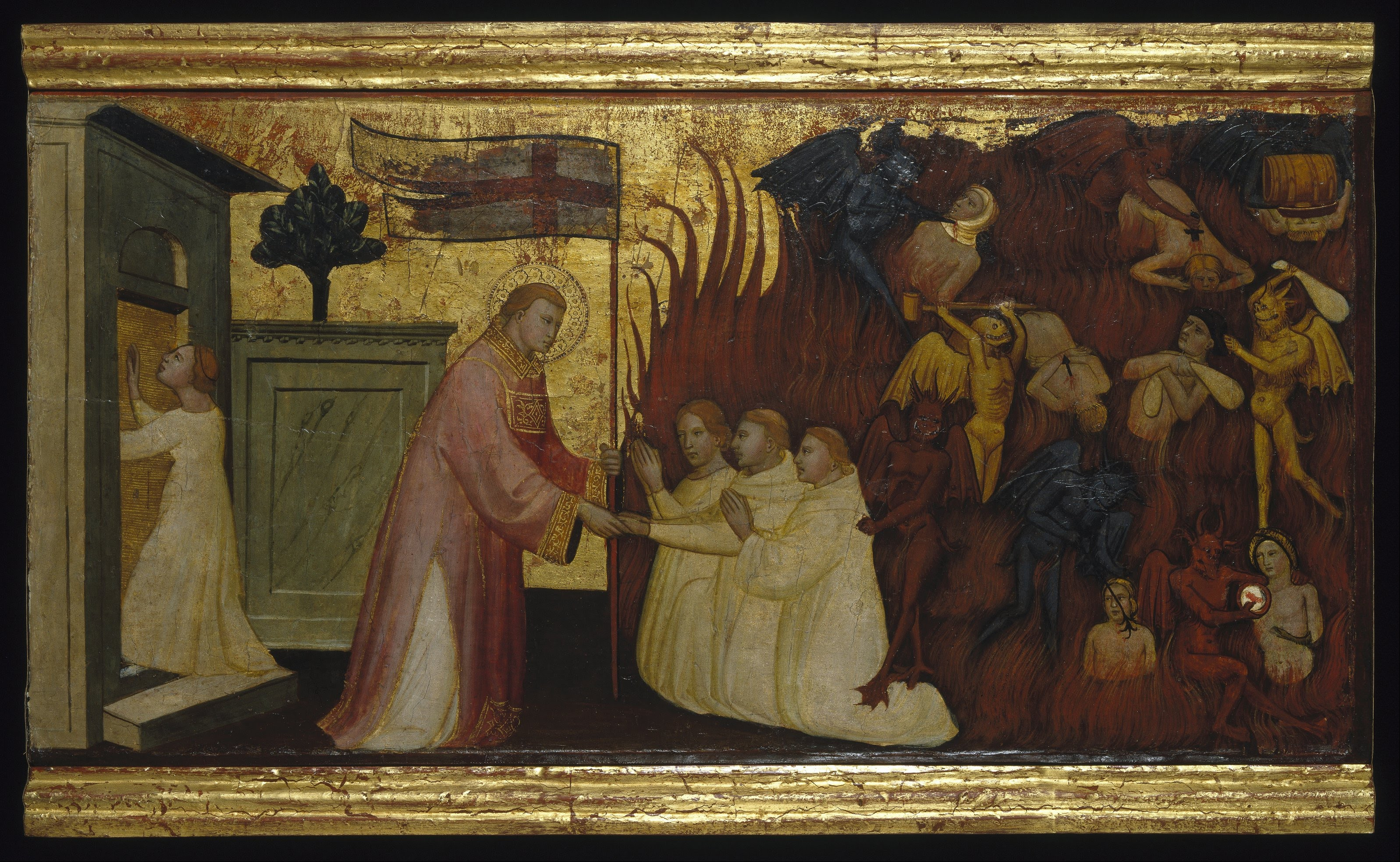
Der hl. Laurentius befreit Seelen aus dem Fegefeuer, Altarbild von Lorenzo di Niccolò, 1393–1412

In der christlichen Ikonographie und in der Heraldik wird dem Heiligen, der in die Dalmatik des Diakons gekleidet ist, der Rost, auf dem er zu Tode gebracht wurde, als Attribut beigegeben; häufig wird er auch mit der Märtyrerpalme dargestellt. In Wappen steht oft der Rost als alleiniges Symbol für ihn. Weitere Kennzeichen sind das Evangelienbuch, Brot oder Geldbeutel.
Dem Grundriss des Escorial ließ der Erbauer, König Philipp II., dem Heiligen zu Ehren die Form eines Rostes geben. Teil dieses Palastkomplexes ist auch das dem heiligen Laurentius geweihte Kloster der Hieronymiten.

## Verehrung
Der heilige Laurentius gehört zu den Kanonheiligen, deren Namen im ersten Hochgebet der römisch-katholischen Kirche genannt werden, er ist der einzige Diakon, der im Kanon erwähnt wird. Auch wird er in der Allerheiligenlitanei genannt.
Laurentius ist der Schutzpatron vieler Berufsgruppen, die mit offenem Feuer zu tun haben, der Bäcker, der Bierbrauer, Textilreiniger und Köche. Als Diakon verwaltete Laurentius das Vermögen seiner Kirche, daher wird er auch oft von Berufsgruppen wie Archivaren und Bibliothekaren angerufen. Bei Hexenschuss, Ischias- und Hautleiden wird der hl. Laurentius ebenfalls angerufen.

### Italien

#### Rom

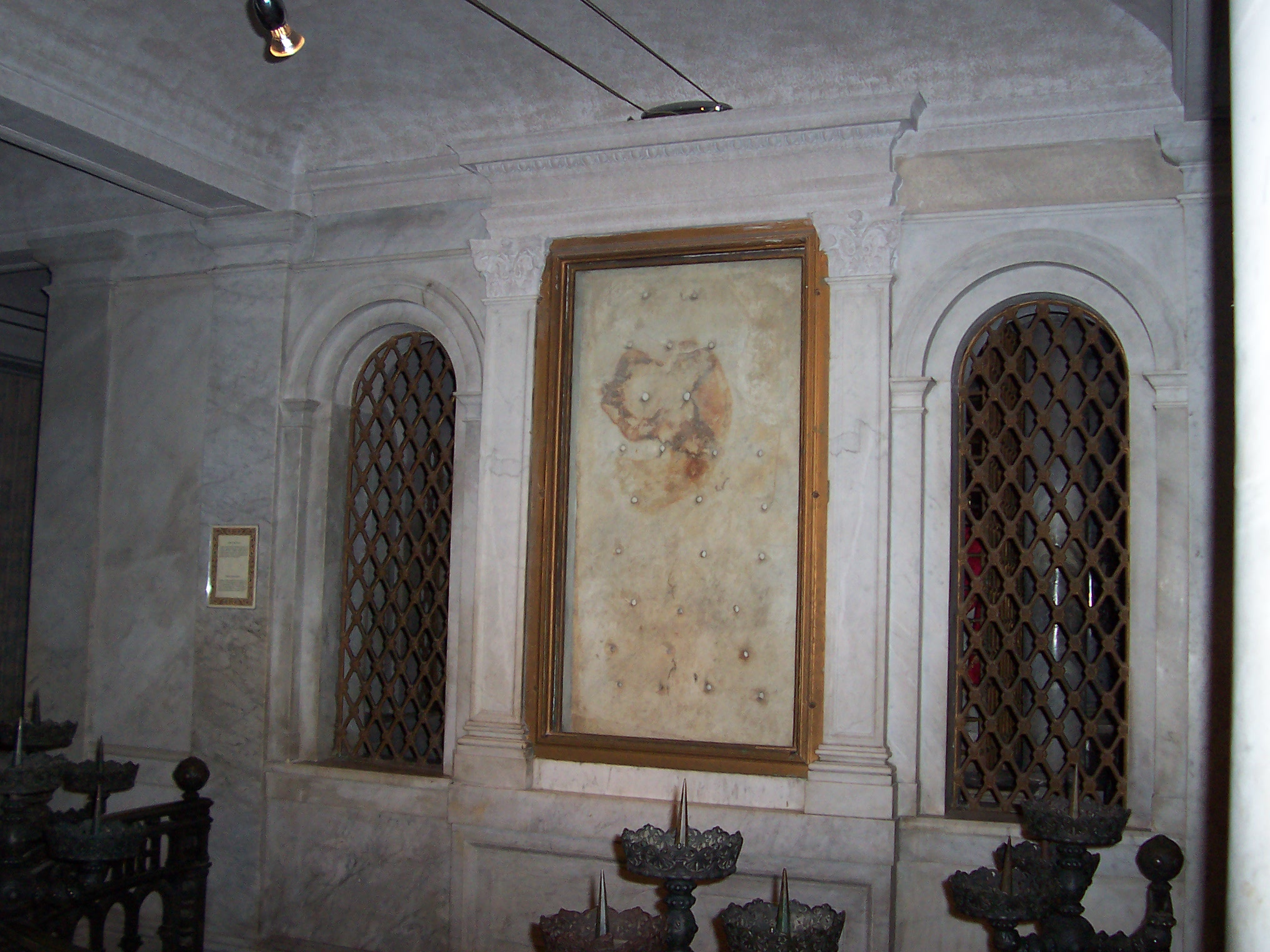
Grab des heiligen Laurentius in San Lorenzo fuori le mura

Schon in der Frühzeit des Christentums galt Laurentius als bedeutender Heiliger. Neben seinem Grab vor den Stadtmauern Roms wurde zur Zeit Konstantins des Großen eine Basilika erbaut. Diese ursprüngliche Basilika verschwand im Lauf der Jahrhunderte, blieb aber als Basilica maior in Erinnerung. Die später über dem Grab des hl. Laurentius gebaute Kirche und eine weitere Basilika davor sind seit dem frühen Mittelalter in einer einzigen Kirche, San Lorenzo fuori le mura, vereinigt. Sie zählt zu den sieben Pilgerkirchen von Rom und bezeugt so das außergewöhnliche Ansehen des heiligen Laurentius. Aufgrund der Erwähnung der verschwundenen Basilika als Basilica maior wird San Lorenzo fuori le mura zu den Patriarchalbasiliken gezählt. Der Rost, welcher der Überlieferung zufolge der ist, auf dem der Heilige das Martyrium erlitten hat, wird als Reliquie in der Kirche San Lorenzo in Lucina in Rom verehrt. Jedes Jahr am 10. August wird die Reliquie des Hauptes des hl. Laurentius auf einem Seitenaltar der kleinen Kirche Sant’Anna dei Palafrenieri rechts neben den Kolonnaden des Petersplatzes gezeigt.

#### Amaseno
In der Marienkirche des kleinen Ortes Amaseno südöstlich von Rom wird eine Blutreliquie des Laurentius aufbewahrt.

### Deutschland, Österreich und Niederlande
Der Laurentius-Kult in Deutschland verbreitete sich nach dem Sieg König Ottos I. gegen die Ungarn in der Schlacht auf dem Lechfeld bei Augsburg, die am Laurentiustag, dem 10. August 955, stattfand.

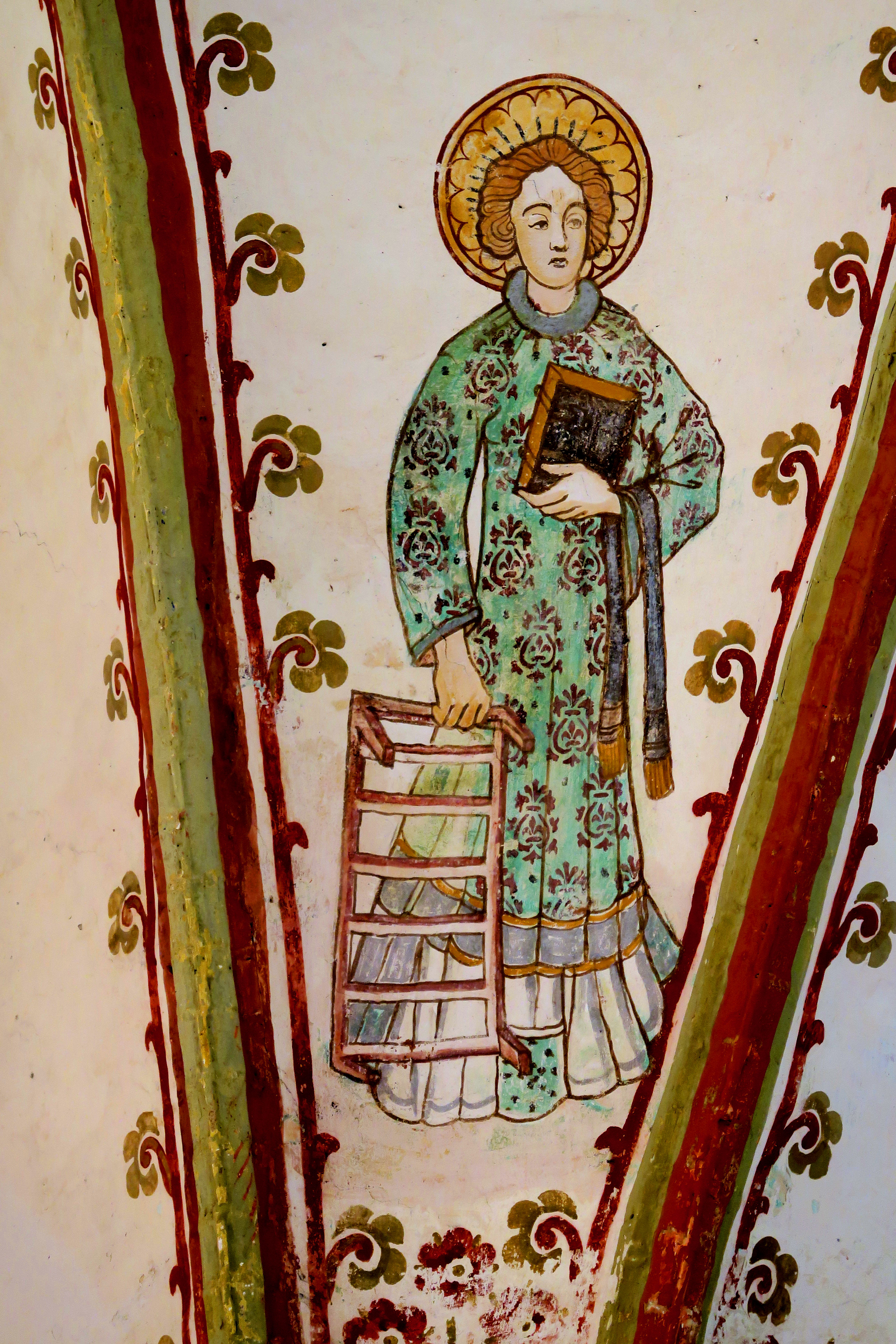
St. Laurentius in der Dorfkirche Hornstorf, Lkrs. Nordwestmecklenburg

Wappen von Zwenkau: St. Laurentius mit Rost und Märtyrerpalme

- Neben Sebaldus ist der hl. Laurentius Stadtpatron von Nürnberg. Die Lorenzkirche ist seinem Patrozinium geweiht.
- Da Laurentius als Schutzpatron der Hirten und Herden betrachtet wird, findet auf dem Feldberg im Schwarzwald am 10. August jedes Jahres das Laurentiusfest mit Gottesdienst und Viehversteigerung statt. Wenn der 10. August auf einen Sonntag fällt, wird das Laurentiusfest schon am Samstag gefeiert.
- Der Laurentiustag ist Ursprung der Cranger Kirmes in Herne, eines der größten Volksfeste in Deutschland.
- Der hl. Laurentius ist Stadtpatron von Wuppertal und Duderstadt.

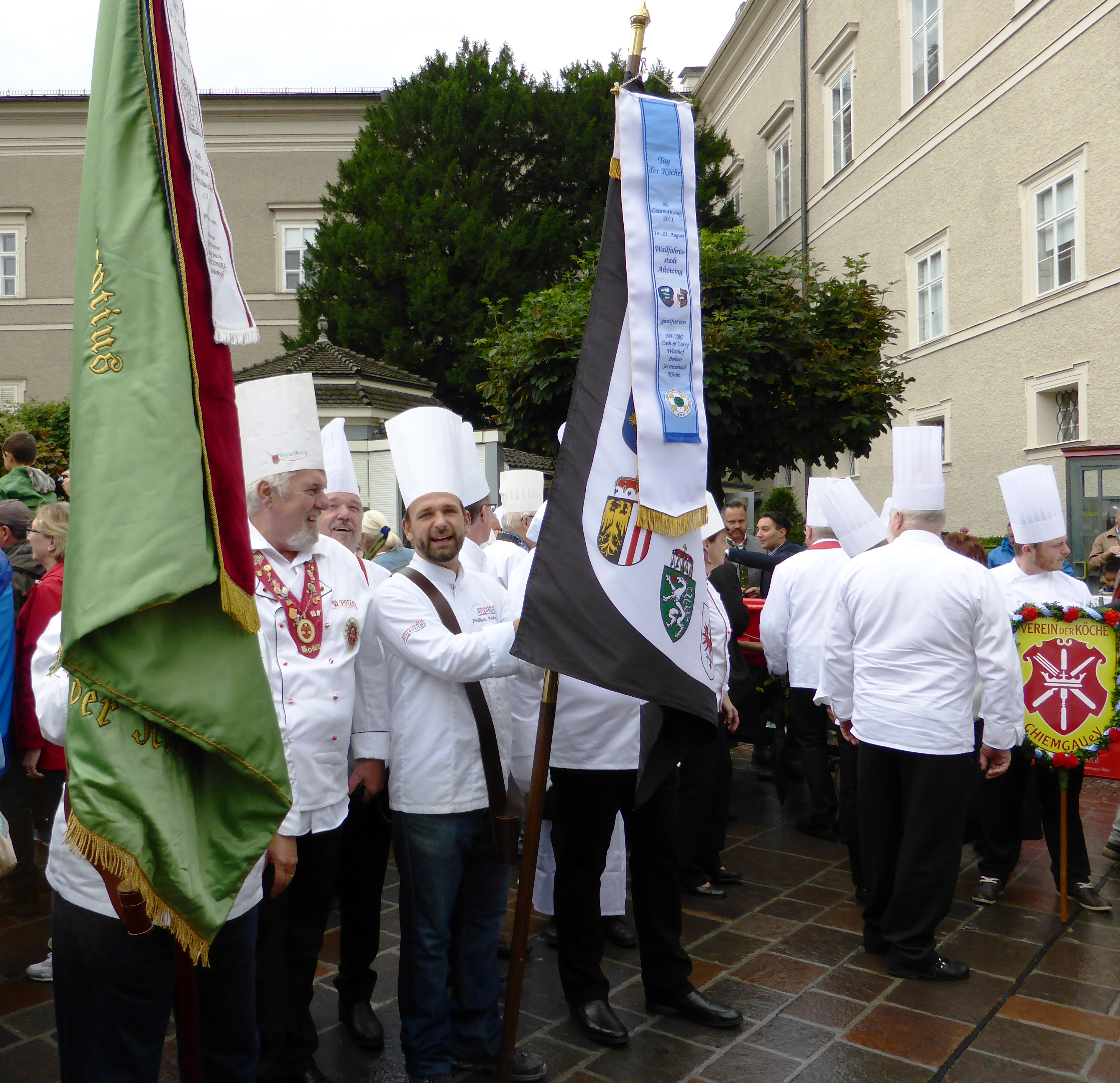
Laurenzitag Salzburg am Alten Markt, 10. August 2016

- Der hl. Laurentius ist Patron der Köche. Sie pflegen einen eigenen Zunftorden, die Laurentiusbuderschaft, und nennen sich Laurentiusritter. Jedes Jahr am 10. August treffen sich tausende Köche und nehmen in ihrer Arbeitskleidung an einem Umzug etc. teil.
- In Wuppertal besteht ebenfalls eine Laurentiusbruderschaft. Die Fraternitas Sancti Laurentii e. V. ist eine geistliche Gemeinschaft katholischer Laien und Kleriker, die sich um Vertiefung des Glaubens mühen und sich den geistlichen und leiblichen Werken der Barmherzigkeit widmen.
- Der hl. Laurentius war der Patron des in der Reformation untergegangenen Bistums Merseburg. Die in diesem Bistum gelegene Stadt Zwenkau führt den Heiligen bis heute in ihrem Wappen.
- Das Wuppertaler Stadtwappen, das Wappen des Aachener Stadtteils Laurensberg, des Bonner Stadtteils Hardtberg, des Wiesbadener Stadtteils Naurod, der Gemeinde Hemmingen (Württemberg) und das ehemalige Wappen der Stadt Elberfeld aus dem 14. Jahrhundert zeigen den Rost als Attribut des hl. Laurentius.
- Die Gemeinde Reddeber führt den Rost des Laurentius ebenfalls im Wappen, es gibt dort die Laurentiuskirche, deren Ursprungsbau nachweislich 955 begonnen wurde.
- Der heilige Laurentius ist Schutzpatron der Ortsgemeinde Herschbach, welche den Heiligen auf ihrem Wappen führt. Dort befindet sich eine Laurentiusallee, die zur Laurentiuskapelle, einem Wallfahrtsort, führt.
- Weitere Orte haben Laurentius oder sein Attribut in ihrem Wappen, so Niedernhall, Benneckenstein (Harz), Gebesee, Oberderdingen, Üxheim, Gündelbach, Glücksburg, Mietingen, Munkbrarup, Thalheim und die Wiener Gemeindebezirke Penzing (Wien) und Währing. In der Schweiz sind Bülach und Untervaz zu nennen.
- In Mönchengladbach wurde eine Reliquie, das Haupt des Laurentius, verehrt. Ein Laurentiusreliquiar ist Teil des Quedlinburger Domschatzes.
- Laurentius ist Kirchenpatron von Großgartach, das im Zuge der Gemeindereform von 1970 zusammen mit Schluchtern in der neuen Gemeinde Leingarten aufging. Das Wappen von Großgartach zeigte den hl. Laurentius mit Rost und Märtyrerpalme. Die heutige Gemeinde Leingarten trägt den Rost links im Schild. In Leingarten stehen die evangelische Lorenzkirche und das dazugehörige Lorenz-Gemeindehaus.

Auch in den Niederlanden gibt es viele Laurentiuskirchen, etwa in Alkmaar, Breda (Stadtteil Ginneken) und Rotterdam. Der heilige Laurentius ist zudem Schutzpatron von Rotterdam.

### Kirchenbauten

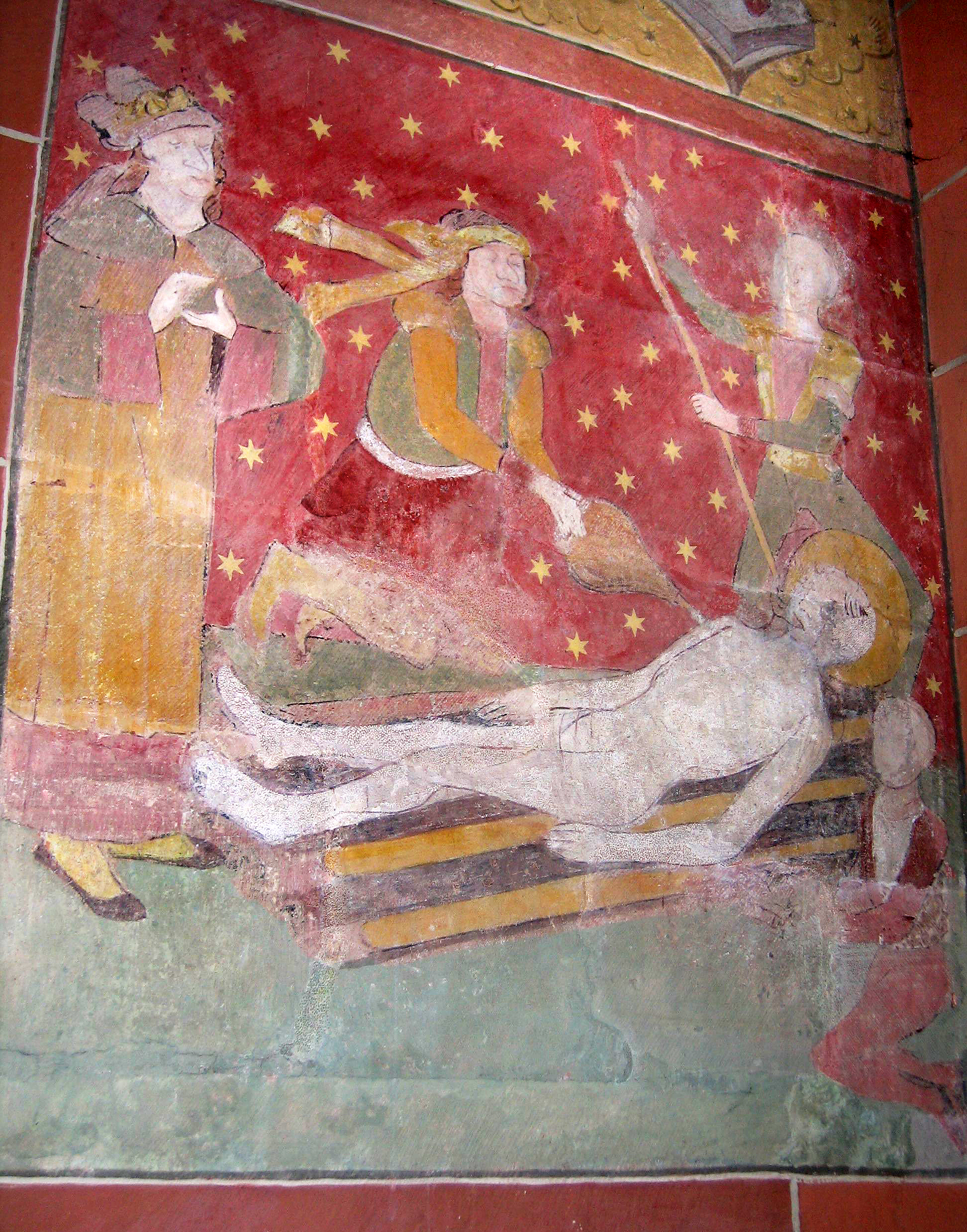
Fresko des Martyriums des hl. Laurentius in der Laurentiuskapelle der Marienkirche Hanau, 15. Jahrhundert

- Die Basilika San Lorenzo (Huesca) an dem überlieferten Wohnort seiner Eltern in Huesca.
- Die römisch-katholische Basilika St. Laurentius (Enns), die auch als St.-Laurenz-Basilika oder Lorcher Basilika bezeichnet wird, befindet sich in Lorch, einem Ortsteil der Stadt Enns im österreichischen Bundesland Oberösterreich. Sie ist die bedeutendste frühchristliche Stätte Österreichs.
- Die Laurentiuskirche ist die älteste Pfarrkirche in Bünde (Nordrhein-Westfalen). Die Kirche gilt als die Urpfarrkirche der Diözese Osnabrück zur Zeit der Christianisierung des sächsischen Stammesgebietes. Sie wurde vor dem 9. Jahrhundert errichtet und hat eine spätgotische Erweiterung.
- Der älteste Dom Skandinaviens, der Dom zu Lund, wurde 1145 dem hl. Laurentius gewidmet und bezeugt die enge Verbindung der skandinavischen Völker zur Kirche Roms in Folge der Christianisierung Skandinaviens.
- Eine der ältesten Kirchen Wiens, die Pfarrkirche Altsimmering, ist nach dem hl. Laurentius benannt. Urkundlich wurde sie bereits 1267 als Filialkirche von St. Stephan erwähnt.
- Auch in Farnroda bei Eisenach (Thüringen) steht eine 1272 erstmals urkundlich erwähnte Laurentiuskirche. Bemerkenswerter Weise steht der Glockenturm dieser Kirche etwas abseits und wurde früher als Wehrturm verwendet.
- Der Vorgängerbau der Alten reformierten Kirche Elberfeld in Wuppertal war im 10. Jahrhundert dem heiligen Laurentius gewidmet. Nach der Reformation wurde eine neue Laurentiuskirche gebaut. Das Patrozinium wurde auf die Stadt Elberfeld und später auf ganz Wuppertal übertragen.
- 1306 wurde in Padula (Kampanien) die nach dem Heiligen benannte Kartause von Padula gegründet.
- Im 16. Jahrhundert wurde nach dem Sieg Philipps II. in der Schlacht von Saint-Quentin am Gedenktag des hl. Laurentius 1557 der Real Sitio de San Lorenzo de El Escorial errichtet, ein Kloster und zugleich jahrhundertelang die Residenz des spanischen Königs.
- Die katholische Kirche St. Laurentius in Rodersdorf (Kanton Solothurn, Schweiz)[2] wurde 1676 bis 1679 unter Pfarrer Markus Aeschi neu erbaut. Einige alte Gemäuer des Vorgängerbaus konnten dabei in den „Neubau“ integriert werden.
- 1746 wurde im pfälzischen Dirmstein die Barockkirche St. Laurentius geweiht. Es ist dies die einzige Zweikirche Deutschlands, bei der die Trennwand zwischen Katholiken und Protestanten schon vom Bauplan her vorgesehen war, so dass die Kirche von außen als homogene Einheit erscheint und zugleich jeder der beiden Teile innen wie ein vollgültiges Gotteshaus wirkt.
- die evangelische Pfarrkirche St. Laurentius in Ferndorf (Stadt Kreuztal, Nordrhein-Westfalen)
- die Kirche St. Laurentius in Rudersdorf (Wilnsdorf)
- Die Kirche St. Laurentius in München wurde Mitte der 1950er Jahre von den Oratorianern als einer der ersten Kirchenbauten im Sinne der Liturgiereform errichtet.
- Die 1327 urkundlich erstmals erwähnte Dorfkirche St. Laurentius der protestantischen Gemeinde im nordwestmecklenburigschen Hornstorf ist im gotischen Stil erbaut.
- Die 1899 konsekrierte Kirche in Wien-Breitensee trägt das Patrozinium des hl. Laurentius. Sie wurde 1896–1898 im neugotischen Stil errichtet.
- Die evangelische St.-Laurentius-Kirche Usenborn stammt aus der Zeit um 1000.
- Die 1791 neuerrichtete evangelische St.-Laurentius-Kirche in Groß Börnecke. Ihr Vorgängerbau aus dem 9. Jahrhundert war bereits zu Ehren des hl. Laurentius geweiht. Aus dieser Zeit stammt noch der Kirchturm.
- Kirche St. Maria und St. Laurentius in Ludorf an der Müritz. Erstmalige Erwähnung fand der frühgotische Backsteinbau anlässlich der Weihe 1346.
- Die Kirche St. Laurentius Erwitte gehört zu den frühen Pfarrkirchen[3]
- Die Kirche von Niederkalbach im Landkreis Fulda ist zu Ehren von St. Laurentius geweiht.[4]

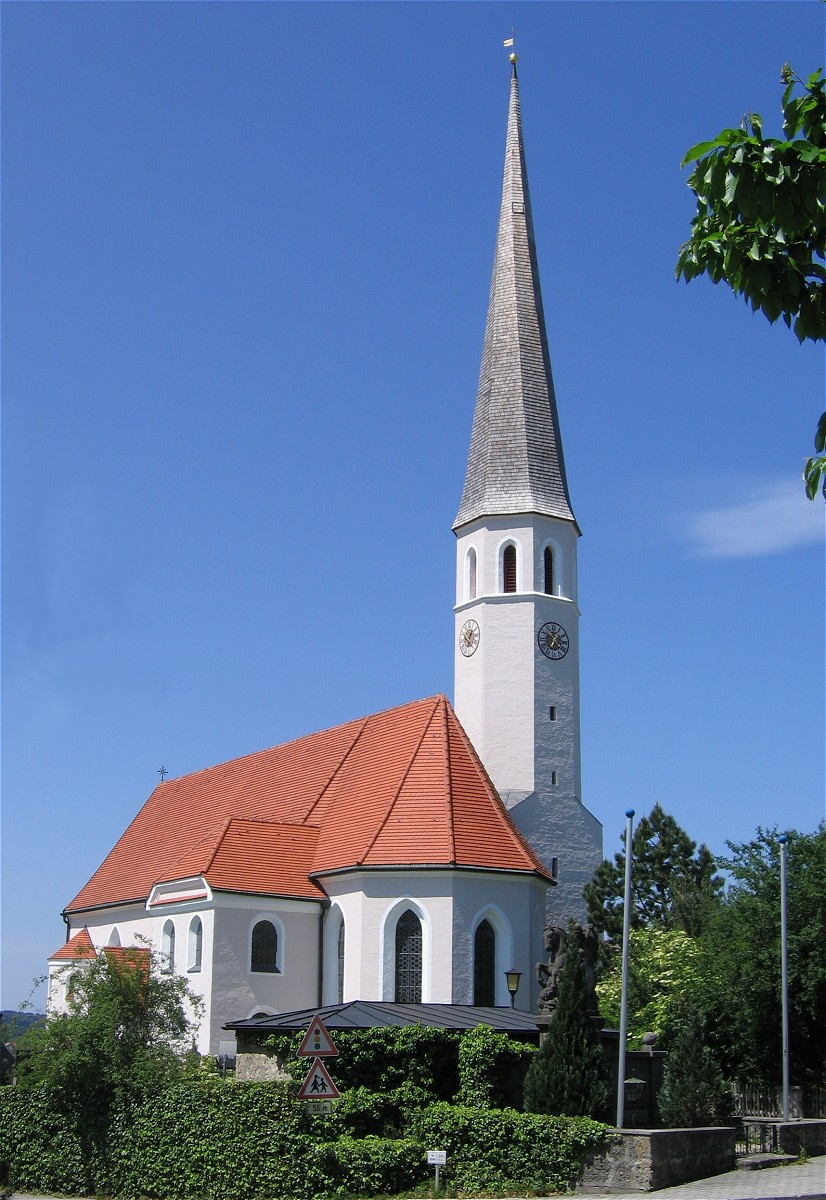
St. Laurentius und St. Stephan

- Kirche St. Laurentius und St. Stephan in Ostermünchen, erstmals urkundlich erwähnt 1163, 1504 spätgotisch verändert[5]
- In Usingen (Hochtaunuskreis) gibt es sowohl eine evangelische als auch eine katholische St. Laurentius-Kirche.

### Sonstige Namensgebung

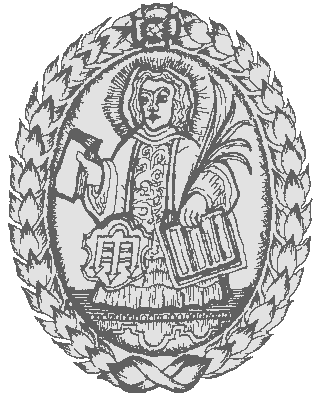
Logo des Gymnasiums Laurentianum Warendorf mit dem heiligen Laurentius

- Weil alljährlich im August um den Gedenktag des Heiligen der Sternschnuppenschwarm der Perseiden auftritt, wird diese Himmelserscheinung im Volksmund als Laurentiustränen bezeichnet.
- Der Sankt-Lorenz-Strom, die Sankt-Lorenz-Insel, der Sankt-Lorenz-Golf und der Ort Lawrentija wurden nach dem hl. Laurentius benannt.
- Wohl in Anspielung auf das Blut des Märtyrers erhielt eine rote Rebsorte, deren Beeren schon im Hochsommer, um den Laurentiustag am 10. August, reifen, den Namen St. Laurent.
- Das 1643 gegründete Gymnasium Laurentianum Arnsberg, das nicht mehr existierende, aber zu den ersten Gymnasien Kölns gehörende Gymnasium Laurentianum Köln sowie das seit spätestens 1329 bestehende und damit zu den ältesten Schulen des deutschsprachigen Raums zählende Gymnasium Laurentianum Warendorf sind nach dem hl. Laurentius benannt.

## Bräuche und Bauernregeln
In manchen Gegenden wird am Laurentiustag im Haus kein Feuer angebrannt; früher wurden weder die Lampen angezündet noch wurde am offenen Feuer gekocht. Zum Laurentiustag werden folgende Bauernregeln überliefert:

„St. Lorenz füllt mit heißem Hauch dem Winzer Fass und Schlauch.“

„Laurentius heiter und gut einen schönen Herbst verheißen tut.“